# Trần Đạt
Trần Đạt (chữ Hán: 陈达; bính âm: Chén Dá), ngoại hiệu Khiêu Giản Hổ (chữ Hán: 跳涧虎; tiếng Anh: Stream Leaping Tiger; tiếng Việt: Hổ nhảy khe) là một nhân vật hư cấu trong tiểu thuyết văn học cổ điển Trung Hoa Thủy Hử. Trần Đạt xếp thứ 72 trong 108 vị đầu lĩnh

Lương Sơn Bạc và xếp thứ 36 trong 72 vị sao Địa Sát, được sao Địa Chu Tinh (chữ Hán: 地周星; tiếng Anh: Complete Star) chiếu mệnh.

## Xuất thân

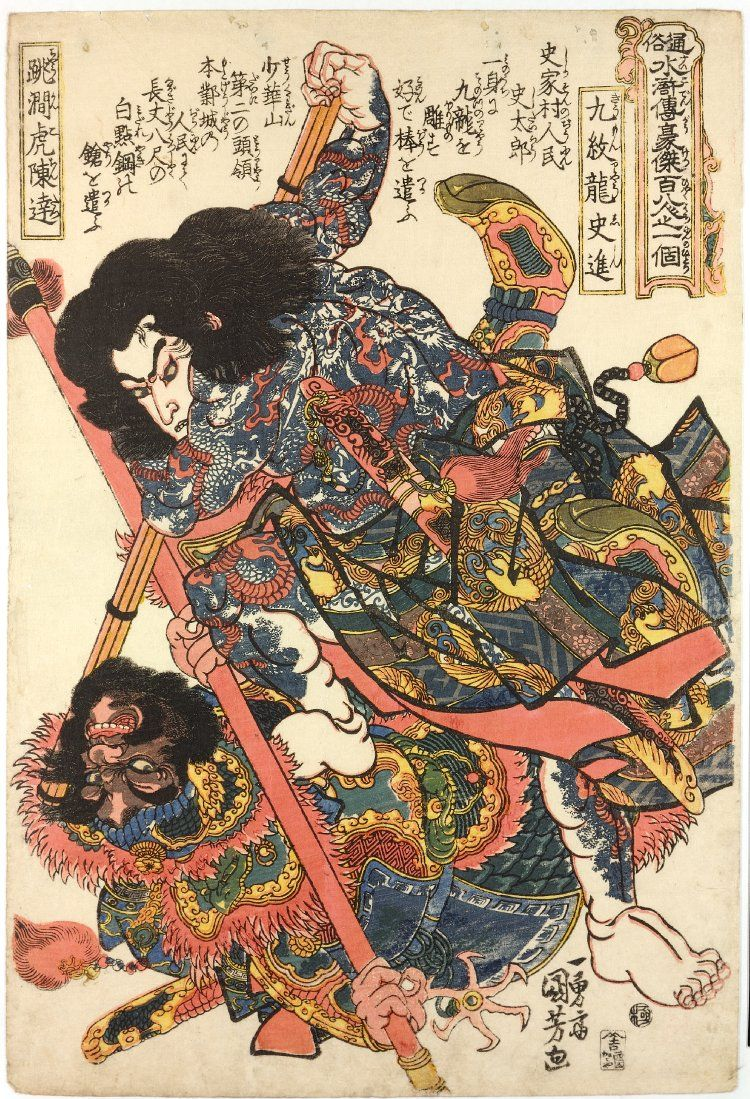
Sử Tiến (trên) đánh bại Trần Đạt (dưới) trong trận đánh tại thôn Sử Gia.

Vốn người đất Nghiệp Thành, Trần Đạt chuyên sử dụng cây thương (chữ Hán: 槍; tiếng Anh: spear) với tên gọi là "Xuất Bạch Điểm Cương Thương". Trần Đạt là một trong 3 đầu đảng (Chu Vũ, Trần Đạt, Dương Xuân) thảo khấu ở núi Thiếu Hoa (少華山; nay nằm phía Đông Nam huyện Hoa, Vị Nam, Thiểm Tây). Nhóm cướp hoành hành mà quan lại huyện Hoa Âm bắt mãi không được, nên treo giải thưởng ba nghìn quan tiền để bắt và dẹp loạn cướp, nhưng không ai dám lên núi để dẹp loạn này.
Một lần, khi nhóm cướp dự định tấn công huyện Hoa Âm để cướp lương thực, Chu Vũ và Dương Xuân đều ngại vì cho rằng trên đường đến huyện Hoa Âm cần phải đi qua thôn Sử Gia nơi Cửu Văn Long Sử Tiến được biết đến là người cực kỳ giỏi võ nghệ và sẵn sàng chống cướp. Trần Đạt không đồng ý với nhận xét của Chu Vũ, Dương Xuân và quyết định đem quân đi diệt phá thôn Sử Gia rồi tấn công huyện Hoa Âm. Nhưng trong trận đấu, Trần Đạt đã bị Sử Tiến hạ và bắt trói và đợi khi bắt được cả Chu Vũ, Dương Xuân sẽ đem lên huyện nộp. Biết được việc Trần Đạt bị Sử Tiến bắt, Chu Vũ, Dương Xuân đã đến thôn Sử Gia năn nỉ Sử Tiến tha cho Trần Đạt. Cảm động với tình bằng hữu của Chu Vũ, Dương Xuân sẵn sàng chịu trói cùng Trần Đạt, Sử Tiến tha Trần Đạt và kết giao với cả 3.
Sau việc này, mối quan hệ giữa 4 người càng được thắt chặt với quà cáp và viếng thăm từ hai phía cho nhau. Nhưng một hôm, một người thợ săn tên Lý Cát phát hiện được chuyện Sử Tiến giao du với bọn Chu Vũ đã đem tin báo quan, cả thôn Sử Gia bị bao vây. Sử Tiến châm lửa đốt thôn và cả bốn người lui về núi Thiếu Hoa.

## Gia nhập Lương Sơn Bạc
Trần Đạt cùng với Chu Vũ, Dương Xuân, Sử Tiến sau này được Lỗ Trí Thâm gợi ý mời gia nhập Lương Sơn Bạc. Trong một lần khi biết được Sử Tiến bị bắt, Lỗ Trí Thâm quyết định cứu Sử Tiến nhưng thất bại và bị bắt. Khi hay tin ấy, Chu Vũ báo tin cho các đầu lĩnh Lương Sơn Bạc đến giải cứu Sử Tiến, Lỗ Trí Thâm. Cuộc giải cứu thành công và cả bốn người Trần Đạt, Chu Vũ, Dương Xuân, Sử Tiến đã theo các đầu lĩnh về và gia nhập Lương Sơn Bạc.

## Chức vụ
Khi phân định ngôi thứ ở Lương Sơn Bạc, Trần Đạt xếp thứ 72 trong 108 vị đầu lĩnh Lương Sơn Bạc và xếp thứ 36 trong 72 vị sao Địa Sát, chức Mã Quân Tiểu Bưu Tướng kiêm Viễn Thám Xuất Tiêu Đầu Lĩnh (chữ Hán: 马军小彪将兼远探出哨头领), là một trong các vị đầu lĩnh Lương Sơn Bạc thống lĩnh kỵ binh và hoạt động dọ thám.

## Sau khi chiêu an và tử trận
Sau khi nhận chiêu an, Trần Đạt cùng Tống Công Minh và các đầu lĩnh Lương Sơn Bạc tham gia các chiến dịch bình quân Liêu và các lực lượng khác chống đối triều đình nhà Tống.
Trong chiến dịch bình Phương Lạp tấn công ải Dục Linh (chữ Hán: 昱嶺關; nay thuộc huyện Hấp, Hoàng Sơn, An Huy; tiếng Anh: Yuling Pass), khi quân mã của Lư Tuấn Nghĩa tiến gần đến cửa ải Dục Linh, Lư Tuấn Nghĩa sai sáu tướng là Trần Đạt, Sử Tiến, Thạch Tú, Dương Xuân, Lý Trung, Tiết Vĩnh đem 3000 quân bộ đi trước dọn đường. Không ngờ khi đến ải, địch tướng Bàng Vạn Xuân đã phục kích sẵn ở đó. Bàng Vạn Xuân bắn chết Sử Tiến chỉ bằng một mũi tên, sau đó lệnh cho hai phó tướng là Lôi Quýnh và Kế Tắc cùng quân sĩ từ hai bên sườn núi bắn tên ra như mưa,Trần Đạt bị chết. Cả sáu tướng và gần 3000 quân đều tử trận, chỉ còn hơn trăm người trở về.

## Trong Đãng Khấu chí
Tại hồi thứ 47, Lưu Tuệ Nương dùng kế đánh bại xe Bôn Lôi, quân Lương Sơn thua to ở núi Nhị Long và bến Dã Vân, chạy đến núi Thiên Trường thì bị quan quân Thanh Châu và Mã Hình bao vây. Phó Ngọc vung chùy đánh Tống Giang, may là chùy bay hơi cao nên chỉ đánh bật chiếc mũ kim khôi vào bụi rậm. Trần Đạt không biết cao thấp, tế ngựa lại đánh Phong Hội, chỉ ba hiệp đã bị Phong Hội chém chết dưới chân ngựa.